# Odoardo Farnese (kardynał)
Odoardo Farnese (ur. 8 grudnia 1573, zm. 21 lutego 1626) – włoski kardynał oraz regent księstwa Parmy i Piacenzy w latach 1622–1626.

## Życiorys

### Wczesne życie
Był synem księcia Parmy i Piacenzy Aleksandra I Farnese i jego żony księżniczki Marii Portugalskiej. Był także praprawnukiem papieża Pawła III (pont. 1534–1549) i prabratankiem kardynała Alessandro Farnese (1520–1589).
Od dziecka przeznaczony był do stanu duchownego. O jego edukację zadbał jego prawuj, kardynał Alessandro. Po jego śmierci w marcu 1589 Odoardo został jego następcą jako opat komendatoryjny Grottaferrata.

### Nominacja kardynalska
6 marca 1591 papież Grzegorz XIV mianował 17-letniego Odoardo kardynałem diakonem. Z uwagi na młody wiek, Odoardo musiał uzyskać przy tej okazji specjalną dyspensę. W listopadzie 1591 otrzymał od papieża Innocentego IX kapelusz kardynalski i tytularną diakonię S. Adriano. Należał do prohiszpańskiej frakcji w Kolegium Kardynałów i w ciągu 1592 roku otrzymał od króla Hiszpanii Filipa II stanowisko kardynała-protektora królestwa Aragonii oraz szereg beneficjów położonych na ziemach podległych Hiszpanii (np. opactwo św. Wawrzyńca w Novarze).

### Relacje z papieżem Klemensem VIII
Relacje kardynała Farnese z nowym (od 1592) papieżem Klemensem VIII (1592-1605) i jego bratankami początkowo nie układały się dobrze. Sytuacja zmieniła się dopiero w 1598, gdy kardynał Pietro Aldobrandini, bratanek Klemensa VIII, wysunął propozycję aliansu matrymonialnego poprzez małżeństwo księcia Parmy i Piacenzy Ranuccio I Farnese (1569–1622) z prasiostrzenicą papieża Małgorzatą Aldobrandini (1588–1646). Kardynałowi Aldobrandiniemu zależało na spowinowaceniu z którymś z rodów książęcych Italii i zabezpieczeniu w ten sposób fortuny rodowej po śmierci Klemensa VIII. Ranuccio i Odoardo uważali Aldobrandinich za parweniuszy, jednak okoliczności polityczne zmusiły ich do poważnego potraktowania propozycji. Ich księstwo, z prawnego punktu widzenia, było bowiem lennem Stolicy Apostolskiej, a skuteczne odebranie przez Klemensa VIII księstwa Ferrary rodowi d’Este na przełomie 1597/98 zrobiło na nich duże wrażenie. Do ślubu doszło 7 maja 1600 w Rzymie, a udzielił go sam papież Klemens VIII. W tym samym roku kardynał Odoardo Farnese został mianowany gubernatorem Vetralla oraz legatem apostolskim w Viterbo, które to funkcje, dające mu władzę administracyjną w prawie całym regionie Lacjum, sprawował aż do śmierci. Natomiast podjęte w tym samym czasie starania o większe wsparcie ze strony Hiszpanii zakończyły się tylko połowicznym sukcesem. Król Filip III Habsburg w 1602 przyznał mu pensję w wysokości jedynie 6 tys. skudów (zamiast postulowanych przez Odoardo 10 tys.) i odmówił nominowania go na kardynała-protektora Kastylii. Kilka lat później jednak mianował Odoardo protektorem królestwa Portugalii, które wówczas także podlegało hiszpańskim Habsburgom.

### Pretendent do tronu angielskiego
W lutym 1600 Odoardo Farnese otrzymał tytuł protektora królestwa Anglii, co było ukłonem papieża Klemensa VIII wobec rodu Farnese, który na dość wątłych podstawach rościł sobie pretensje do tronu angielskiego. Projekt francusko-hiszpańskiej inwazji na Anglię i osadzenia na tronie angielskim kardynała Odoardo, który gotów był w tym celu zrezygnować z godności kościelnych, nie zyskał jednak aprobaty ze strony Hiszpanii i napotkał na zdecydowany opór Francji. Mimo poparcia ze strony jezuitów (z którymi Odoardo pozostał w przyjacielskich relacjach do końca życia), Klemens VIII pod wpływem katolickich mocarstw uznał ten projekt za nierealny i na dodatek grożący pogorszeniem sytuacji angielskich katolików. Spowodowało to odnowienie konfliktu między rodami Farnese i Aldobrandini.
Odoardo Farnese zachował do śmierci urząd kardynała-protektora królestwa Anglii, jednak w praktyce jego kompetencje z tytułu sprawowania tej funkcji ograniczały się do patronatu nad różnymi instytucjami dla katolickich uchodźców z Anglii w Rzymie, Flandrii i Hiszpanii, z których część wspomagała też działalność misyjną w Anglii.

### Sprawa sukcesji w księstwie Parmy i Piacenzy
Za pontyfikatu Pawła V (1605–1621) jego działalność polityczna koncentrowała się na zapewnieniu sobie sukcesji w księstwie Parmy i Piacenzy. Ponieważ jego brat Ranuccio przez długi czas nie mógł doczekać się męskiego potomka, Odoardo począwszy od 1605 próbował zrezygnować z godności kardynalskiej i wziąć ślub. Dążeniom tym sprzeciwiał się jednak jego brat, który chciał desygnować na następcę swego nieślubnego syna Ottavio (1598–1643). Kilkuletni spór na tym tle między braćmi rozwiązały narodziny w 1612 Odoardo, syna Ranuccio oraz jego żony Małgorzaty Aldobrandini. Ponieważ dziecko okazało się zdrowe, po kilku latach kardynał Odoardo, który w 1620 osiągnął pozycję protodiakona Świętego Kolegium, definitywnie wyrzekł się marzeń o tronie i zdecydował się na przyjęcie święceń kapłańskich. 11 stycznia 1621 został promowany do rangi kardynała prezbitera, a 3 marca 1621 został kardynałem biskupem Sabiny. Sakrę biskupią przyjął 2 lipca 1621 z rąk swego przyjaciela, jezuickiego kardynała Roberta Bellarmina. 27 września 1623 został przeniesiony do diecezji Frascati.

### Regent księstwa Parmy i Piacenzy
Po śmierci księcia Ranuccio w 1622 kardynał Odoardo został regentem księstwa Parmy i Piacenzy, albowiem prawowity dziedzic, książę Odoardo (1612–1646), miał zaledwie 10 lat. Aby uniknąć możliwych pretensji ze strony Ottavio Farnese, nieślubnego syna Ranuccio, nakazał jego uwięzienie. W tym czasie ambicje kardynała były już w pełni zwrócone na Rzym. Śmierć kardynała Francesco Sforza di Santa Fiora we wrześniu 1624 uczyniła Odoardo subdziekanem Świętego Kolegium Kardynałów. Ponieważ ówczesny dziekan Kolegium Kardynalskiego Francesco Maria Bourbon del Monte miał już ponad 75 lat, Odoardo liczył na rychłe objęcie po nim tej funkcji, co wiązałoby się z obowiązkiem rezydowania na stałe w Rzymie. Do oczekiwanej promocji jednak nigdy nie doszło. 21 lutego 1626 zaledwie 52-letni kardynał Odoardo zmarł. Zgodnie z jego testamentem przewieziono jego zwłoki z Parmy do Rzymu i pochowano w jezuickim kościele Il Gesù. Swoim spadkobiercą uczynił księcia Parmy Odoardo Farnese.

## Pełnione funkcje kościelne
Kardynał Odoardo Farnese, oprócz wspomnianych już wyżej funkcji kardynała-protektora Aragonii, Portugalii i Anglii, komendatariusza opactwa Grottaferrata oraz legata apostolskiego w Viterbo i gubernatora Vetralli, sprawował także szereg innych. Był on kardynałem-protektorem szwajcarskich katolików, Republiki Raguzy, zakonu kartuzów i wielu rzymskich instytucji charytatywnych (np. hospicjum św. Jakuba czy domu dla sierot przy kościele Ss. IV Coronati). W 1601 król Polski Zygmunt III Waza, wysuwający pretensje do tronu szwedzkiego, mianował go tytularnym protektorem królestwa Szwecji. Ponadto Odoardo był członkiem kilku kongregacji kurialnych:
- Kongregacji ds. Obrzędów,
- Kongregacji ds. Dróg,
- Kongregacji ds. Dostaw Zboża (Annonae & Grasciae), odpowiedzialnej za zaopatrzenie miasta Rzym w żywność,
- Kongregacji ds. Niemiec (Germanica), czyli kongregacji zajmującej się sytuacją religijno-polityczną w Niemczech,
- Kongregacji Rozkrzewiania Wiary (od 1623).

## Mecenat artystyczny
Wzorem swego prawuja Odoardo Farnese przeznaczał spore sumy na mecenat artystyczny. Jego głównymi protegowanymi artystami byli bracia Annibale Carracci i Agostino Carracci. Obaj bracia Carracci na jego zamówienie wykonali freski w pomieszczeniu zwanym Camerino w Palazzo Farnese (1595–1597); najsłynniejszym z nich jest fresk Annibale Carracciego Herkules na rozstajach. Kardynał Odoardo zamówił u nich także wiele obrazów olejnych (np. Śpiąca Wenus, Rinaldo i Armida), często o tematyce erotycznej.
Odoardo Farnese ufundował także freski w kaplicy św. Nila w opactwie Grottaferrata, które w latach 1608–1610 wykonał boloński artysta Domenichino.